# Jianshi-mens
De Jianshi-mens (Chinees: 建 始 直立 人, Pinyin Jiànshǐ zhílìrén) is een Homo erectus-fossiel bestaande uit een aantal tanden, gevonden in Jianshi, Autonome Tujia & Miao prefectuur Enshi, Hubei, China.
De fossielen werden ontdekt in een grot in het dorp Mazhaping (麻扎 坪), gemeente Gaoping. Volgens Zheng Shaohua, lid van het onderzoeksteam van het Instituut voor Paleontologie van de gewervelde dieren en Paleoantropologie van de Chinese Academie van Wetenschappen in Peking, zouden de resten 2,15 tot 1,95 miljoen jaar oud zijn. Deze datering is echter omstreden, en andere onderzoekers stellen dat ze vergelijkbaar zijn met de relatief veilig gedateerde Pekingmens en Yuanmoumens, wat overeenkomt met een leeftijd van 600.000 tot 400.000 jaar. 
De Jianshi-site (Jianshi zhiliren yizhi) staat sinds 2006 op de lijst van monumenten van de Volksrepubliek China (6-157).